# Кањон Владикине плоче
Кањон Владикине плоче се налази у југоисточној Србији, на реци Височици, на неких 20 km од Пирота, на потезу између села Рсовци и Паклештица и почетка Завојског језера.
Најдужи и најдубљи део клисуре зове се Владикине плоче, где достиже дубину од преко 200 метара, са стрмим вертикалним и неприступачним литицама.
Кањон припада масиву Старе планине и његова дужина износи нешто преко 2 km.

## Назив
Кањон је добио име када је један спелеолог сасвим случајно у пећини у самом кањону открио стену која невероватно подсећа на људску главу, тачније на портрет неког владике са брадом по коме су кањон и пећина добили име.

## Одлике
Ову клисуру је у јурским седиментима усекла река Височица. Са геоморфолошког аспекта клисура је специфична по томе што река у њој гради укљештене меандре због чега представља изузетан пример наглог појачања вертикале ерозије.
Флора и фауна су изузетно разноврсне и богате, а река богата речном рибом.
Кањон такође краси велики број вртача и рупа којих има преко 60, од којих је већина потпуно неистражена, а најпознатија и најдужа пећина је Владикине плоче.
Природа кањона због своје неприступачности није нарушена и доста је очувана иако је сама локација туристички позната и посећена.